# Gerrit Hiemstra
Gerrit Hiemstra (Drachten, 19 augustus 1961) is een Nederlands meteoroloog en ondernemer. Hiemstra is vooral bekend als voormalig weerpresentator bij het NOS Journaal. Daarnaast is hij mede-eigenaar van het bedrijf Weather Impact in Amersfoort, een adviesbureau op het gebied van weer en klimaat dat hij in 2015 heeft opgericht. Eind 2023 richt hij samen met twee compagnons Oarshûs op, een bedrijf dat zich richt op duurzaam bouwen.

## Biografie
Hiemstra werd geboren in Drachten en groeide op in Suameer op een boerderij. Na de lagere school ging hij naar het vwo op het Ichthus College te Drachten en begon hij met een studie aan de Landbouwuniversiteit Wageningen. Hij is getrouwd en heeft twee kinderen.

## Carrière
Hiemstra is sinds de voltooiing van zijn studie Meteorologie aan de Wageningen University & Research in 1986 werkzaam in de meteorologie. Na zijn studie begon hij in 1986 als meteoroloog bij Meteo Consult. In 1995 werd hij hoofd van de operationele meteorologische dienst van het KNMI op Schiphol. In 1996 begon hij bij DLV Adviesgroep te Wageningen met de ontwikkeling van meteorologische advies- en consultancy-activiteiten voor de groene sector onder de naam DLV Meteo. Eind 2001 zijn deze activiteiten ondergebracht in de onderneming WeerOnline waarvan hij mede-eigenaar was. In 2009 is WeerOnline overgenomen door Webassets B.V..
Eind 1998 werd Hiemstra weerpresentator bij het NOS Journaal. In 2015 is hij samen met een compagnon het adviesbureau Weather Impact begonnen.
In 2023 kondigde Hiemstra aan na 24 jaar te stoppen als weerpresentator, om als ondernemer te gaan werken aan klimaatneutraal bouwen en het bouwen met natuurlijke grondstoffen. Op 14 september 2023 presenteerde hij voor het laatst de weersverwachting tijdens het Acht uur journaal. Hij werd opgevolgd door Roosmarijn Knol.
De Rijksuniversiteit Groningen verleende hem in mei 2024 een eredoctoraat. De RUG eerde daarmee zijn prestaties op het gebied van de meteorologie en klimaatverandering.

## Onderscheidingen
In 2024 ontving hij een eredoctoraat van de Rijksuniversiteit Groningen, ter ere van zijn prestaties op het gebied van meteorologie en klimaatverandering.
In januari 2022 kreeg hij de Machiavelliprijs 2021 omdat hij volgens de stichting Machiavelli de klimaatverandering en de gevolgen daarvan duidelijk maakt voor een groot publiek.
In 2004 werd hij genomineerd voor de prijs 'Best Geklede Man'